# 1ª Mezza Brigata di linea (Cisalpina)
La 1ª Mezza Brigata di linea fu un'unità militare della Repubblica Cisalpina, attiva nel 1799; ricostituita nel 1800, l'anno seguente fu rinominata 2ª Mezza Brigata di linea (2ème demi-brigade de ligne), confluì nel 1802 nell'esercito della Repubblica italiana, assunse il nome di 2º Reggimento di fanteria di linea (2ème Régiment d'infanterie de ligne), confluì nell'esercito del Regno d'Italia (1805); combatté nelle guerre napoleoniche fino al 184, quando fu inglobato nell'esercito austriaco, andando a formare il 2º Reggimento di fanteria austro-italiano.

## Nella Repubblica Cisalpina
Il 29 novembre 1798 l'esercito cisalpino fu riorganizzato su tre mezze-brigate, ma il 16 dicembre, in applicazione di una legge del 30 novembre, l'esercito fu strutturato su tre mezze-brigate di fanteria di linea e una mezza brigata di fanteria leggera; la 1ª Mezza Brigata di linea fu istituita unendo la 1ª Legione Cisalpina e la 3ª Legione Cisalpina. La catena di comando prevedeva, sotto il comandante di brigata Filippo Severoli, i comandanti di battaglione Gillot Rougier (I/1ª), Michele Ferrent (II/1ª) e Achille Fontanelli (III/1ª).
La mezza-brigata fu ufficialmente formata il 6 febbraio 1799, dalla fusione delle precedenti unità. Il 29 aprile di quello stesso anno, però, gli Austro-Russi entrarono a Milano, ponendo fine alla Repubblica Cisalpina.
Nel giugno 1800 Napoleone (Primo Console) ricostituisce la Repubblica Cisalpina; a novembre la ricostituita 1ª Mezza Brigata di linea è forte di 488 uomini; ad aprile 1801 la Mezza Brigata è di stanza a Pizzighettone ed è forte di 1184 uomini.

## 2ª Mezza Brigata di linea
Il 14 giugno 1801, la 1ª Mezza Brigata di linea italica è rinominata 2ª Mezza Brigata di linea e nei mesi successivi è di stanza tra Como e Melegnano, con una forza che arriva ai 1200 uomini.
La Mezza Brigata confluisce nell'esercito della neonata Repubblica italiana, proclamata il 1 agosto 1802; di stanza tra Milano e Bologna, ha un effettivo di circa 1100, e come comandante Teodoro Lechi.
Nel 1803 i suoi effettivi aumentano fino a 1700 uomini; parte dell'unità è di stanza tra Bologna, Cesena e Reggio, parte si reca a sud, nel Regno di Napoli.

## 2º Reggimento di linea
Riorganizzato nel 2º Reggimento di linea e al comando di Foresti, resta per metà nel Regno di Napoli fino alla fine del 1804; all'inizio del 1805 il Reggimento è di stanza a Milano, dove il 17 marzo è proclamato il Regno d'Italia napoleonico.
Tra fine gennaio e inizi febbraio 1806 il Reggimento è trasferito nel Regno di Napoli napoleonico. Nel giugno di quell'anno il Reggimento è attestato su tre battaglioni; il III battaglione, appena formato, è di stanza a Mantova.
Nel 1808 il Reggimento è diviso: il III battaglione è a Pesaro, mentre il I battaglione è inviato a Corfù e il II in Spagna. Si formano altri due battaglioni, che sono a Macerata e Fermo, mentre i primi tre sono all'estero, a presidiare le isole della Repubblica delle Sette Isole Unite appena unite al dominio francese. Alla fine del 1809 le perdite avute costringono a una riorganizzazione del Reggimento su 4 battaglioni.
La situazione in Grecia non è favorevole: nel 1810 l'intero I battaglione è fatto prigioniero a Leucade, e il II battaglione si scioglie per ricostituirlo. Sarà solo l'anno successivo che il II battaglione sarà riformato, sulla base di coscritti della zona di Macerata.
Nel 1812 Corfù è abbandonata, il Reggimento, che ha subito vari rinforzi, è ora di stanza a Mantova, è poi fatto aggregare alla Grande Armée per la campagna di Russia, nell'organico della 15ª Divisione del generale Domenico Pino. La campagna è un disastro, e il Reggimento perde due terzi degli effettivi; passa la seconda metà del 1813 a ripristinare i ranghi.
Nel luglio 1814 confluisce nel 2º Reggimento di fanteria austro-italiana.